# Freedom Force
Voor het computerspel, zie Freedom Force (computerspel).
Freedom Force was een fictief superschurkenteam uit de strips van Marvel Comics, hoewel ze van tijd tot tijd ook heldendaden verrichtten. Het team werd bedacht door Chris Claremont en John Romita Jr., en verscheen voor het eerst in Uncanny X-Men #199 (maart 1985)
Freedom Force was een door de overheid gesponsord team dat in het begin bestond uit Mystiques Brotherhood of Mutants. Ze kwamen vooral in conflict met de X-Men, X-Factor en New Mutants, maar vochten ook tegen de Avengers.

## Geschiedenis
Freedom Force begon als de tweede incarnatie van de terroristengroep Brotherhood of Mutants. Toen de relatie tussen mensen en mutanten verslechterde, besloot de teamleider Mystique dat het te gevaarlijk was geworden voor hen om door te gaan met hun misdaden. Ze bood de diensten van de Brotherhood aan bij Valerie Cooper, een veiligheidsadviseur van de overheid van de Verenigde Staten, in ruil voor vergeving van hun oude wandaden. Cooper zag de mogelijkheden van Mystiques aanbod, maar wilde dat het team eerst hun loyaliteit zou bewijzen door de mutant Magneto te arresteren. Het team ging akkoord en nam de naam Freedom Force aan. Ook kwam de tovenares Spiral bij het team. Ze vonden Magneto op een herdenking voor de Holocaust en slaagden erin hem te arresteren omdat hij zichzelf overgaf.
Tijdens hun tweede missie sloot ook de tweede Spider-Woman zich bij het team aan. Toen de Avengers een misdaad in de schoenen geschoven kregen door hun verbitterde voormalige lid Quicksilver, stuurde de overheid Freedom Force om de Avengers te arresteren. Iets waar ze in slaagden. Spider-Woman kreeg echter spijt en bevrijdde de Avengers, waarna ze Freedom Force verliet en een vluchteling werd. In haar plaats kwamen Crimson Commando, Stonewall en Super Sabre bij het team.
In de maanden daarop kreeg Freedom Force veel onpopulaire opdrachten, zoals toezien op naleving van de registratiewet voor mutanten en de X-Men arresteren. Ze verrichtten ook heldendaden zoals het redden van de mensen van Dallas tijdens de "The Fall of the Mutants" verhaallijn. Freedom Force droeg echter een duister geheim met zich mee wat hen tot doelwit maakte van X-Factor en de New Mutants. Dit geheim hield in dat Freedom Force de overheid hielp jonge mutanten te rekruteren om voor de overheid te werken.
Het team begon langzaam uit elkaar te vallen toen de mutant Forge hen vroeg om Muir Island te verdedigen tegen de Reavers. Bij deze missie vonden Destiny en Stonewall de dood. Vooral Destiny’s dood viel zwaar voor Mystique, waardoor Freedom Force het bij hun volgende gevecht met de Avengers zonder haar leiderschap moest stellen. Val Cooper werd overgenomen door Shadow King en kreeg de opdracht Mystique te doden. Cooper wist Shadow King te weerstaan en verwondde zichzelf. Mystique nam Vals identiteit aan en infiltreerde in Shadow Kings bende. Vanuit deze positie hielp ze later de X-Men en X-Factor Shadow King te verslaan.
Zonder Mystique werd de rest van Freedom Force op een missie naar Koeweit gestuurd om te vechten in de eerste Golfoorlog. Hierbij kwam Super Sabre om en Crimson Commando raakte zwaargewond. Om hem te helpen liet Avalanche Pyro en Blob achter in vijandig gebied. Deze missie betekende het einde van Freedom Force, hoewel Avalanche en Commando (nu een cyborg) voor de overheid bleven werken.